# Э́
Э́ (minúscula: э́; cursiva Э́ э́) es una letra utilizada en algunas lenguas eslavas orientales. Denota una Э acentuada. Por ejemplo, en ruso,  puede ser utilizado en la palabra э́тот, significado 'este'. Aun así, en ruso, el acento agudo es mayoritariamente utilizado en los libros de los diccionarios y los niños.

## Códigos de computación
| Caracteres                  | Э                         | Э                         | э                       | э                       | ́                       | ́                       |
| --------------------------- | ------------------------- | ------------------------- | ----------------------- | ----------------------- | ---------------------- | ---------------------- |
| Nombre unicode              | CYRILLIC CAPITAL LETTER E | CYRILLIC CAPITAL LETTER E | CYRILLIC SMALL LETTER E | CYRILLIC SMALL LETTER E | COMBINING ACUTE ACCENT | COMBINING ACUTE ACCENT |
| Codificaciones              | Decimal                   | hex                       | dec                     | hex                     | dec                    | hex                    |
| Unicode                     | 1069                      | U+042D                    | 1101                    | U+044D                  | 769                    | U+0301                 |
| UTF-8                       | 208 173                   | D0 AD                     | 209 141                 | D1 8D                   | 204 129                | CC 81                  |
| Numeric character reference | &#1069;                   | &#x42D;                   | &#1101;                 | &#x44D;                 | &#769;                 | &#x301;                |